# Ruby Hirose
Ruby Hirose était une biochimiste et bactériologiste américaine ayant notamment travaillé sur les vaccins contre la poliomyélite. 

## Récompenses et reconnaissance
En 1940, elle fait partie des dix femmes à être reconnues par l'American Chemical Society.